# Kim Williams
Kim Williams (Polokwane, 13 mei 1986) is een Zuid-Afrikaanse golfprofessional. Ze debuteerde in 2014 op zowel de Ladies European Tour als de Sunshine Ladies Tour.

## Loopbaan
Williams had een succesvolle golfcarrière bij de amateurs en won daar meer dan dertig golfkampioenschappen. In december 2013 werd ze een golfprofessional.
In januari 2014 maakte ze haar debuut op de Ladies European Tour. Tot op het heden won ze nog geen toernooi op de LET.
In begin februari 2014 maakte Williams haar debuut op de Sunshine Ladies Tour. Op 14 februari 2014 behaalde ze daar haar eerste profzege door het eerste golftoernooi van het seizoen te winnen: de Chase to the Investec Cup.

## Prestaties

### Professional
Sunshine Ladies Tour
| Nr. | Datum            | Toernooi                    | Score     | Score | Info            |
| --- | ---------------- | --------------------------- | --------- | ----- | --------------- |
| 1   | 14 februari 2014 | Chase to the Investec Cup I | 70-73=141 | –1    | Eerste profzege |